# Tamba rufipennis
Tamba rufipennis là một loài bướm đêm trong họ Noctuidae.